# Gallirallus insignis
Gallirallus insignis е вид птица от семейство Rallidae. Видът е почти застрашен от изчезване.

## Разпространение
Видът е разпространен в Папуа Нова Гвинея.